# Klein struisgras
Klein struisgras (Agrostis hyemalis) is een vaste plant die behoort tot de grassenfamilie (Gramineae of Poaceae). De soort komt van nature voor in Noord-Amerika en is van daaruit verspreid naar Europa. Het aantal chromosomen is 2n = 28.
De plant wordt 10-25 cm hoog en heeft rechtopgaande, kale halmen met donker gekleurde knopen. Het middelgroene blad is 5-10 cm lang en 1-2 mm breed. Het tongetje is 0,7–4 mm lang.
Klein struisgras bloeit vanaf mei tot in juli. De bloeiwijze is een 10-25 cm lange en 4-24 cm brede pluim met zijtakken in 2-3 kransen. De enkelbloemige, ovale tot smal ovale, groene tot paarse aartjes zijn 1-2 mm lang. De elliptische, eennervige, gekielde kelkkafjes zijn 1-2 mm lang. Het onderste, vijfnervige kroonkafje is 0,5-1 mm lang. De bovenste kroonkafjes zijn afwezig of tot 0,2 mm lang en dun. De helmknoppen zijn 0,2–0,5 mm lang. Bij rijpheid breekt de hele pluim af.
De vrucht is een 0,5-1,0 mm lange graanvrucht

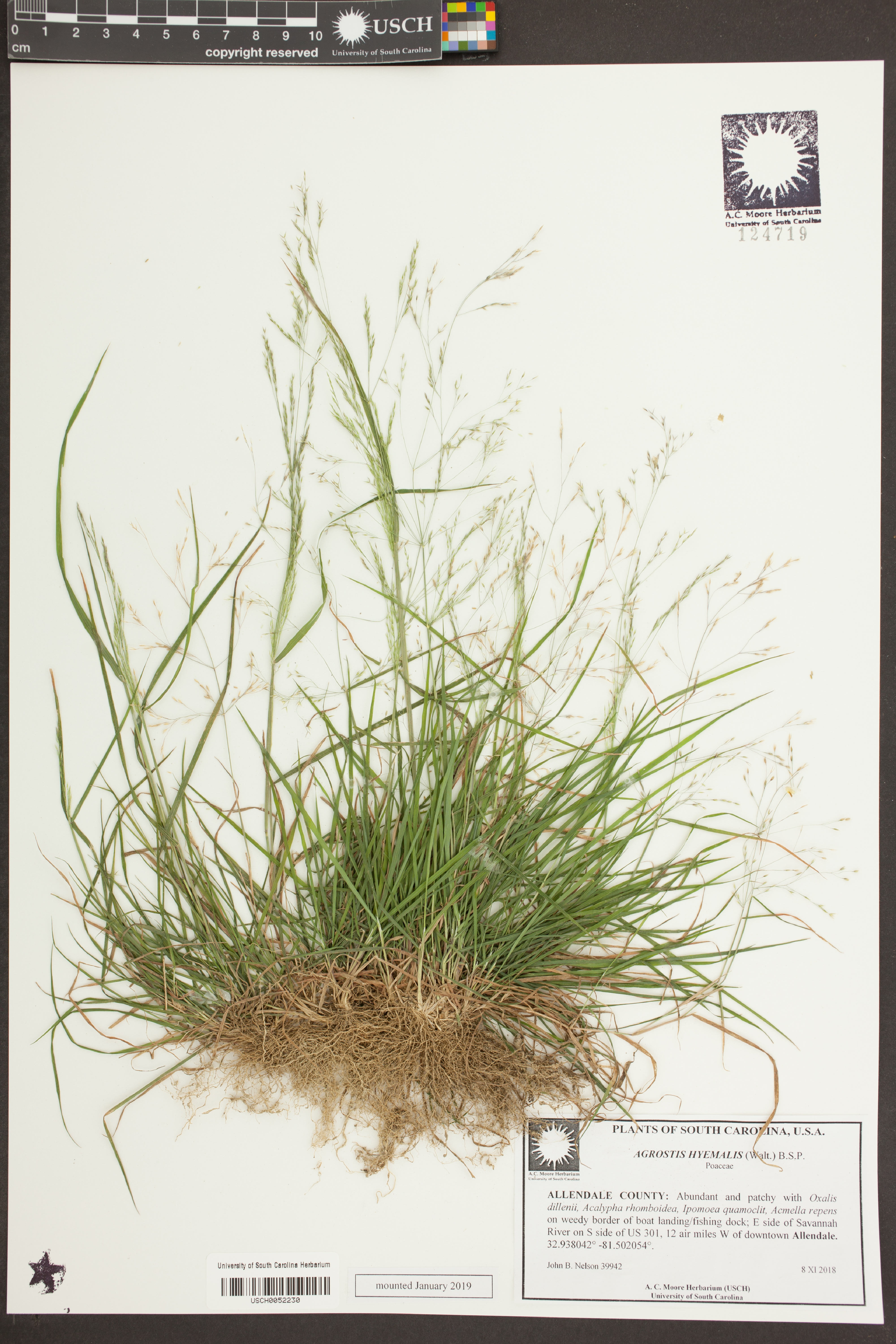
Herbariumexemplaar
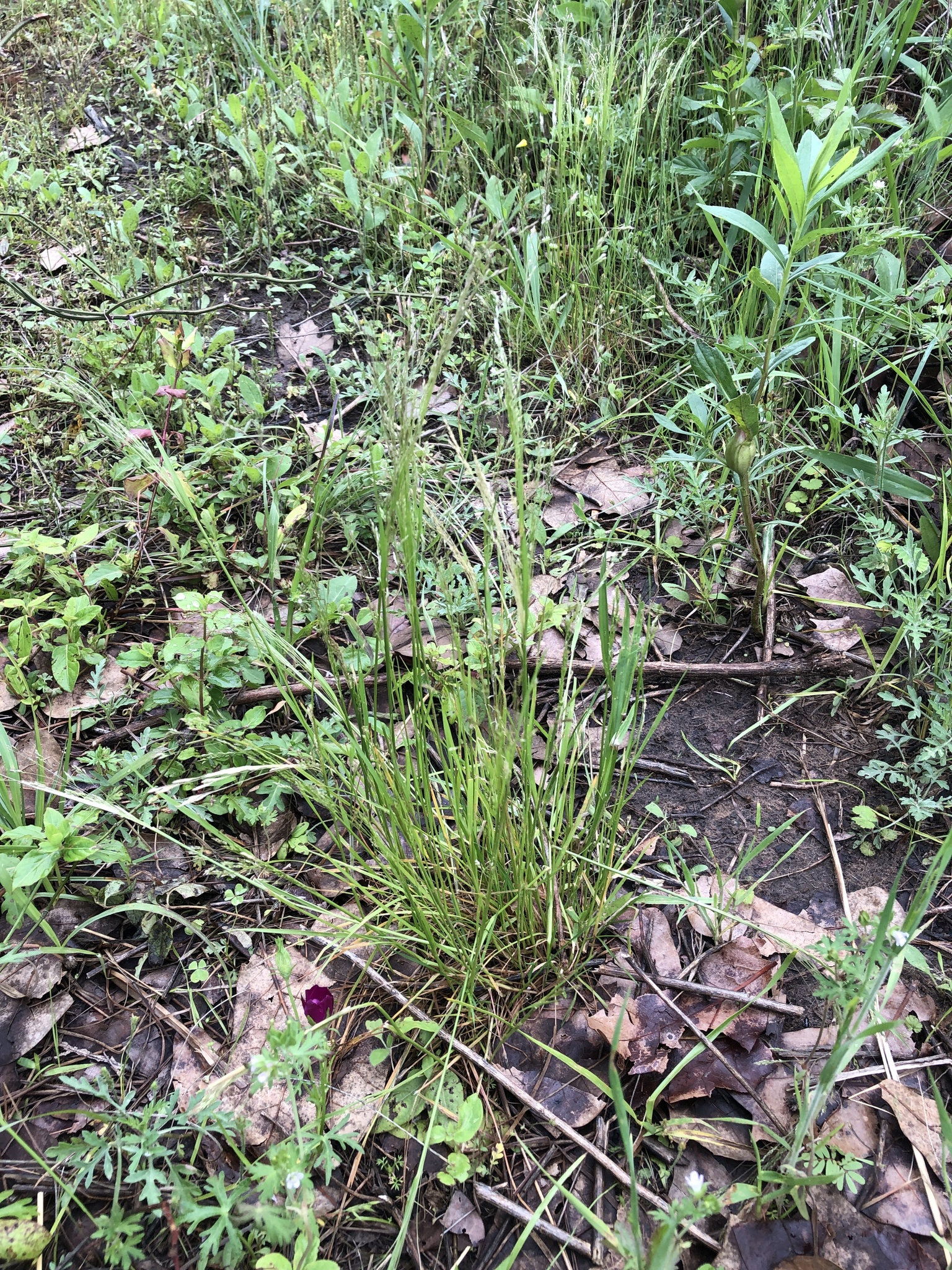
Plant
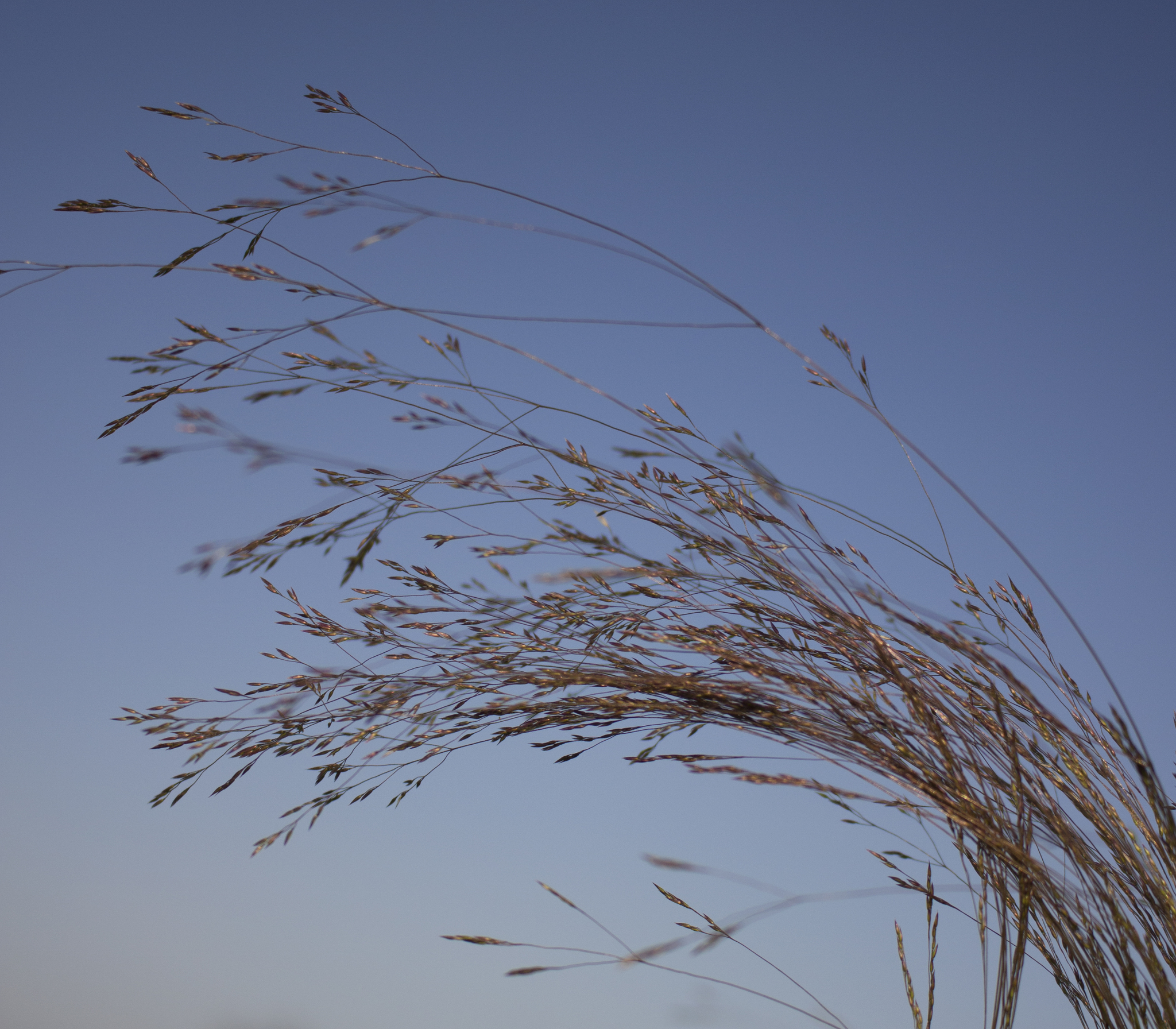
Pluim
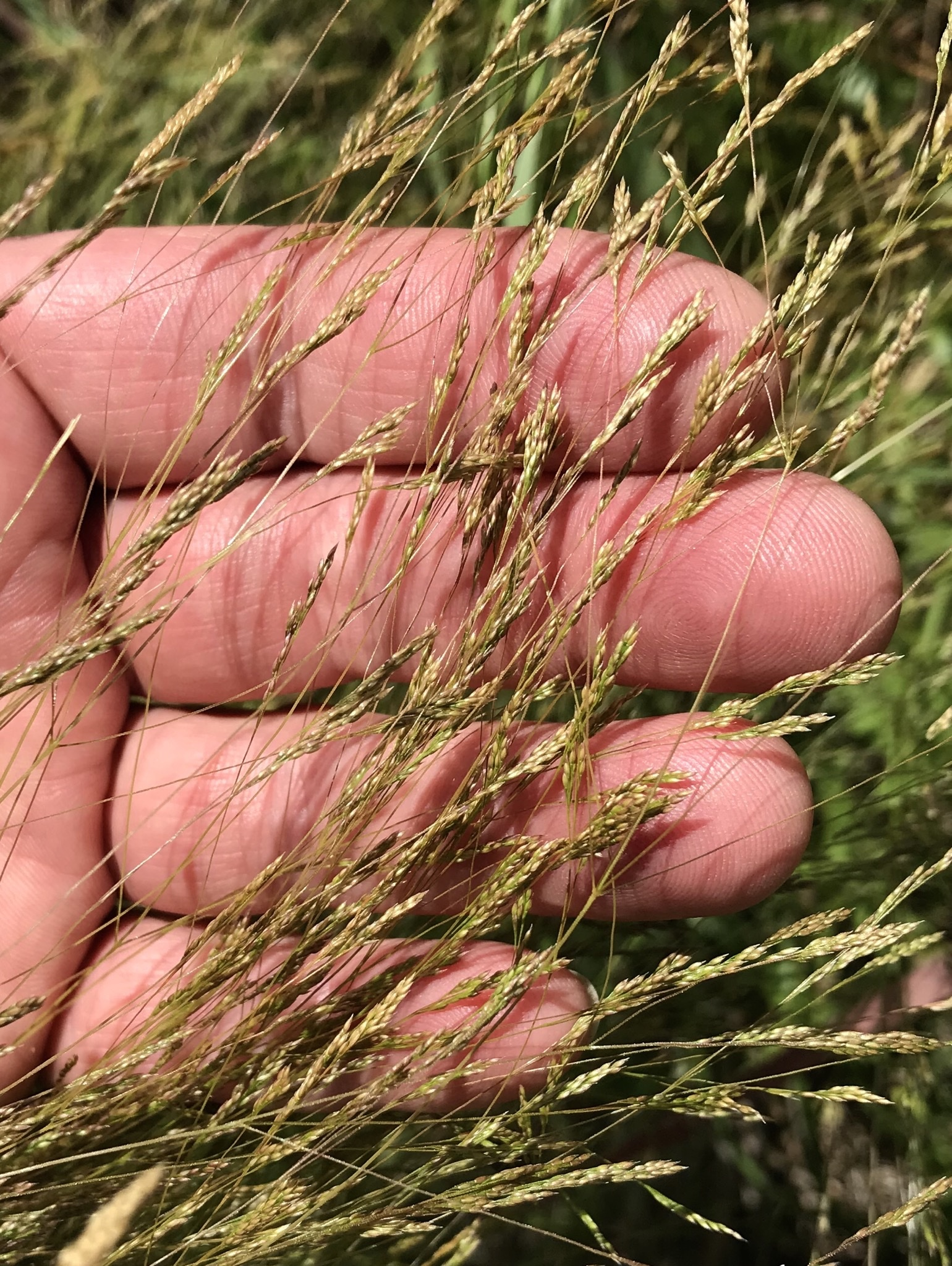
Aartjes